# Степовое (Раздельнянский район)
Степовое (укр. Степове) — село, относится к Раздельнянскому району Одесской области Украины.
Население по переписи 2001 года составляло 1549 человек.Есть школа, заброшенный дом культуры, одно 4 - ех этажное здание.Почтовый индекс — 67451. Телефонный код — 48-53. Занимает площадь 2,251 км². Код КОАТУУ — 5123985301.

## Местный совет
67451, Одесская обл., Раздельнянский р-н, с. Степовое